# Igazságos Oroszország
Az Igazságos Oroszország (teljes hivatalos nevén Igazságos Oroszország — Hazafiak — az Igazságért Szocialista Politikai Párt; oroszul: Социалистическая политическая партия «Справедливая Россия — Патриоты — За правду») parlamenti képviselettel rendelkező párt Oroszországban. A párt vezetője Szergej Mihajlovics Mironov.